# Pentatonix
Pentatonix (сокращённо PTX) — американская а капелла группа родом из Арлингтона, штат Техас, включающая пять вокалистов: Скотта Хоуинга, Митча Грасси, Кирстин Мальдонадо, Мэтта Салли и битбоксера Кевина Олушола. Предыдущий участник группы Авриель Каплан покинул группу в 2017 году.
Pentatonix не имеет конкретного музыкального направления, так как получает влияние от различных направлений, таких как поп-музыка, дабстеп, электро, регги, хип-хоп и других. Pentatonix делает кавер-версии на песни популярных исполнителей, а также создаёт свои песни.
Группа образовалась в 2011 году и тогда же выиграла третий сезон музыкального конкурса «The Sing-Off», получив 200 000$ и контракт с Sony Music. Когда Epic Records отказалась сотрудничать с Pentatonix, группа создала канал на YouTube и распространяла свою музыку через Madison Gate Records, небольшой независимый лейбл, принадлежащий Sony Music. С более 20 000 000 подписчиками и 5 миллиардами 920 миллионами просмотров их YouTube-канал стоит на 31 месте среди музыкальных каналов, и на 78 среди всех YouTube-каналов. Их видео «Daft Punk» набрало более 365 миллионов просмотров.
Дебют первого мини-альбома «PTX, Volume 1» состоялся в 2012 году и предшествовал первому рождественскому альбому «PTXmas» того же года. Следующий альбом «PTX, Vol. II» вышел в ноябре 2013 года. В мае 2014 года Pentatonix подписали контракт с RCA Records, ведущим лейблом Sony Music Entertainment. В сентябре того же года группа выпустила свой третий мини-альбом «PTX, Vol. III», затем два студийных альбома «PTX, Vols. 1 & 2», а в октябре — второй рождественский альбом «That’s Christmas to Me», названный золотым Американской ассоциацией звукозаписывающих компаний, платиновым в декабре 2014 года и дважды платиновым в феврале 2016 года, став самым рейтинговым праздничным альбомом среди музыкальных групп с 1962 года. В следующем году группа выпустила альбом «Pentatonix» с собственными песнями, занявший впервые за карьеру группы 1-е место в US Billboard 200. В 2016 году последовал третий праздничный альбом «A Pentatonix Christmas», а в 2017 году новый альбом «PTX, Vol. IV — Classics».
Pentatonix трижды выигрывали премию «Грэмми»: за «Лучшую инструментальную или акапелла-композицию» в 2015 («Daft Punk» из PTX Vol. 2) и 2016 (композиции без слов «Танец феи Драже» («Dance of the Sugar Plum Fairy») из балета «Щелкунчик» П. И. Чайковского) годах и за «Лучшее кантри-исполнение дуэтом или группой» (песня «Jolene» совместно с Долли Партон) в 2017 году.

## История группы
Трое школьных друзей из Арлингтона (штат Техас, США) — Скотт Хоуинг, Кирстин Малдонадо и Митчелл Грасси — создали музыкальное трио, исполняя каверы а капелла. Вместе они записали свою версию песни Lady Gaga «Telephone» для участия в музыкальном конкурсе, который не выиграли, но смогли привлечь своим выступлением внимание, выложив видео на YouTube. Скотт получил степень бакалавра по направлению эстрадного исполнения, Кирстин училась на курсе театрального музыкального исполнения при Оклахомском университете, а Митч, будучи младше своих друзей, оканчивал обучение в школе. По совету друга Бена Брэма из университетской акапелла группы «SoCal VoCals» Скотт приглашает друзей поучаствовать в музыкальном шоу «The Sing-Off». Так как для участия требовалось наличие не менее четырёх человек, трио решило добавить к своему коллективу аккомпанемент в лице битбоксера и бас-исполнителя. Через общих знакомых Скотт узнал об Авриеле Каплане, которому написал электронное письмо с предложением поучаствовать в конкурсе. Позже трио нашли в YouTube оригинальное исполнение Кевина Олушолы, который играл на виолончели и битбоксил одновременно, и также предложили присоединиться к затее. Кевину пришлось оставить обучение в Йельском университете по направлению медицина, чтобы принять участие в шоу.
Участники группы встретились за день до прослушивания для участия в 3-м сезоне шоу «The Sing-Off». Это значит, что фактически группа образовалась специально для конкурса. Они успешно прошли прослушивание на шоу, и, в конечном итоге, выиграли третий сезон.

Название Pentatonix предложил Скотт в честь пентатоники, музыкального лада из пяти ступеней, где символически 5 нот соответствуют 5 участникам группы.

### Sing-Off (2011)
Репертуар Pentatonix на «The Sing Off». Не участвовали в 1 и 3 этапах.
| Этап        | Тема                          | Песня                                                                | Исполнитель                               |
| ----------- | ----------------------------- | -------------------------------------------------------------------- | ----------------------------------------- |
| 2           | Авторские песни               | «E.T.»                                                               | Katy Perry                                |
| 4           | Современные хиты              | «Your Love Is My Drug»                                               | Ke$ha                                     |
| 4           | 60-е                          | «Piece of My Heart»                                                  | Erma Franklin (под влиянием Janis Joplin) |
| 5           | Запретный плод                | «Video Killed the Radio Star»                                        | The Buggles                               |
| 6           | Hip-Hop                       | «Love Lockdown»                                                      | Kanye West                                |
| 7           | Попурри суперзвёзд            | Попурри из «Oops!… I Did It Again», «Toxic» and «Hold It Against Me» | Britney Spears                            |
| 8           | Классический рок              | «Born to be Wild»                                                    | Steppenwolf                               |
| 8           | Хиты Кантри                   | «Stuck Like Glue»                                                    | Sugarland                                 |
| 9           | R&B                           | «OMG»                                                                | Usher (при участии will.i.am)             |
| 9           | R&B                           | «Let’s Get It On»                                                    | Marvin Gaye                               |
| 10          | Mastermix попурри             | «Forget You» / «Since U Been Gone»                                   | Cee Lo Green / Kelly Clarkson             |
| 10          | Выбор судей                   | «Dog Days Are Over»                                                  | Florence and the Machine                  |
| 11 (Finale) | Первое выступление            | «Without You»                                                        | David Guetta (вместе с Usher)             |
| 11 (Finale) | Второе выступление            | «Give Me Just One Night (Una Noche)»                                 | 98 Degrees (вместе с Nick Lachey)         |
| 11 (Finale) | Третье (Победное) выступление | «Eye Of The Tiger»                                                   | Survivor                                  |

### PTX Vol. 1 и PTXmas (2011—2013)
Скотт Хоинг и Кирстин Малдонадо бросили колледж в надежде на победу в The Sing-Off. После победы в этом конкурсе Pentatonix переехали в Лос-Анджелес, чтобы записывать музыку. Основная цель группы — стать лучшими певцами а капелла в истории музыки.
В январе 2012 года они подписали контракт с лейблом Madison Gate Records, принадлежащим Sony, после чего группа начала работать над своим первым альбомом с продюсером Беном Брэмом. Через 6 месяцев Pentatonix выпустили несколько переработанных популярных и классических песен на YouTube. Позже, в интервью они сказали, что это было сделано для того, чтобы не потерять старых, и приобрести новых фанатов. Почти все эти видео, включая «Somebody That I Used to Know» от Gotye при участии Kimbra, «Gangnam Style» от PSY и «We Are Young» от Fun, набрали огромное количество просмотров на YouTube.
Выпуск первого мини-альбома, «PTX, Volume 1», состоялся 26 июня 2012 года, и поднялся до 14 строчки в топе US @"Billboard 200". Было продано 20 000 копий в первую неделю после выхода альбома. Pentatonix рекламировали собственный альбом через газеты и местные телевизионные шоу. Группа были также показана на китайской версии «The Sing-Off» в качестве гостей, где Кевин продемонстрировал хорошее знание китайского языка. Pentatonix также отправились в свой первый тур по стране осенью 2012 года, объехав 30 городов США.

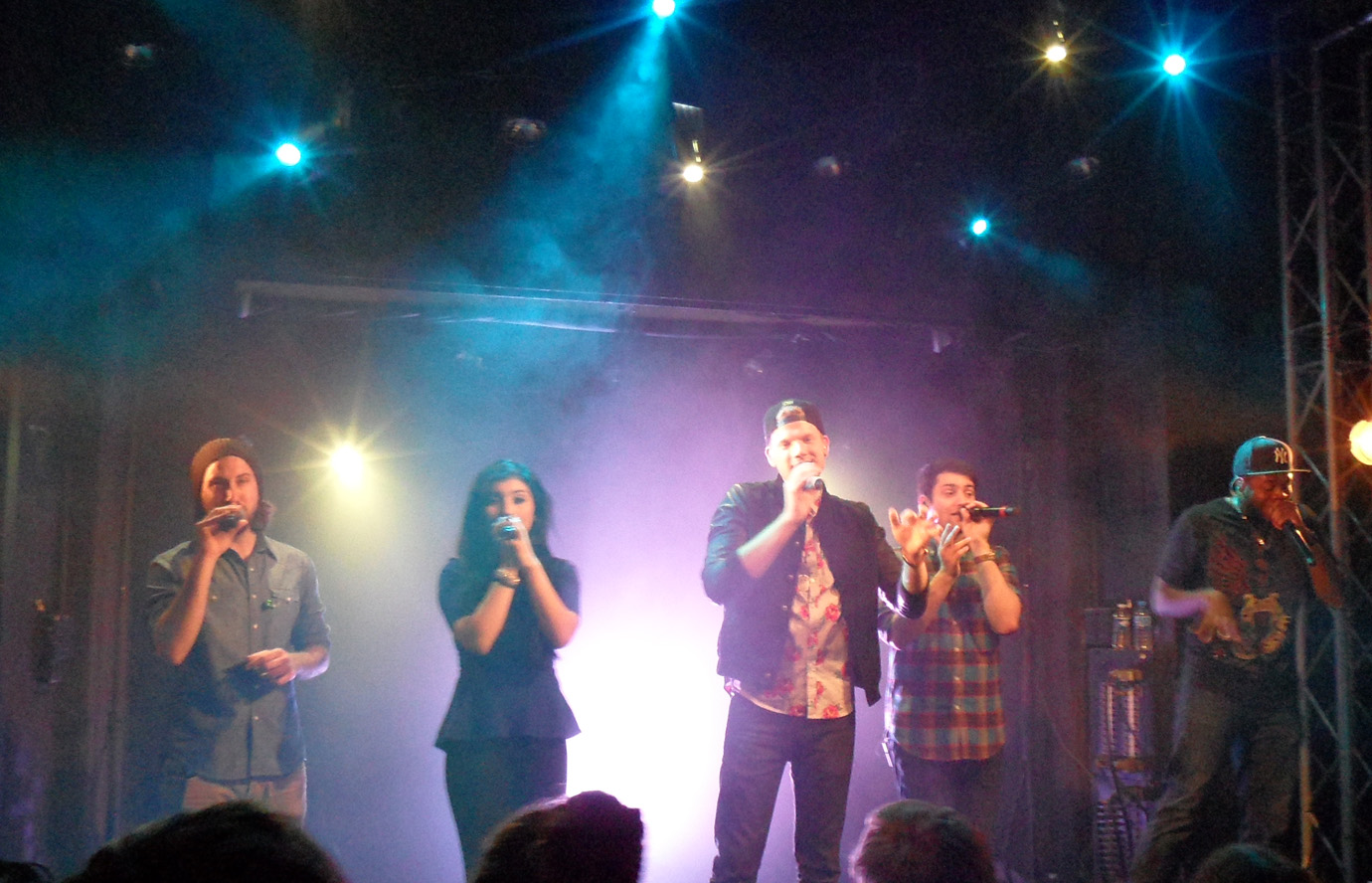
Выступление Pentatonix в Париже в 2013 году

13 ноября 2012 года группа выпустила свой первый рождественский альбом — «PTXmas», а на следующий день выпустили видеоклип с песней «Carol of the Bells», вошедшей в этот альбом. Они выступали на «Coca-Cola Red Carpet LIVE! @ The 2012 American Music Awards» 18 ноября, Голливудском Рождественском Параде, и на «94.7 THE WAVE Christmas Concert Starring Dave Koz and Kenny Loggins» 16 декабря. 19 ноября 2013 года альбом был переиздан в подарочном издании, содержащем два дополнительных трека. Среди них и «Little Drummer Boy», входивший в несколько Billboard-чартов, в том числе на 2-м месте в списке самых заказываемых по радио песен, и на 1-м в списке рождественских песен, получив ряд Billboard наград. «PTXmas» снова появился на «Billboard» ноябре 2014 года под номером 24, и под номером 4 в списке лучших рождественских композиций. В то же время в Billboard 200 вошли 3 альбома Pentatonix. В итоговом Billboard-топе за 2014 год, PTXmas стоял под № 4 в списке альбомов, под № 119 в Billboard 200, а Pentatonix стоят под № 46 в топе Billboard 200 — Исполнители.

### PTX Vol. II (2013—2014)

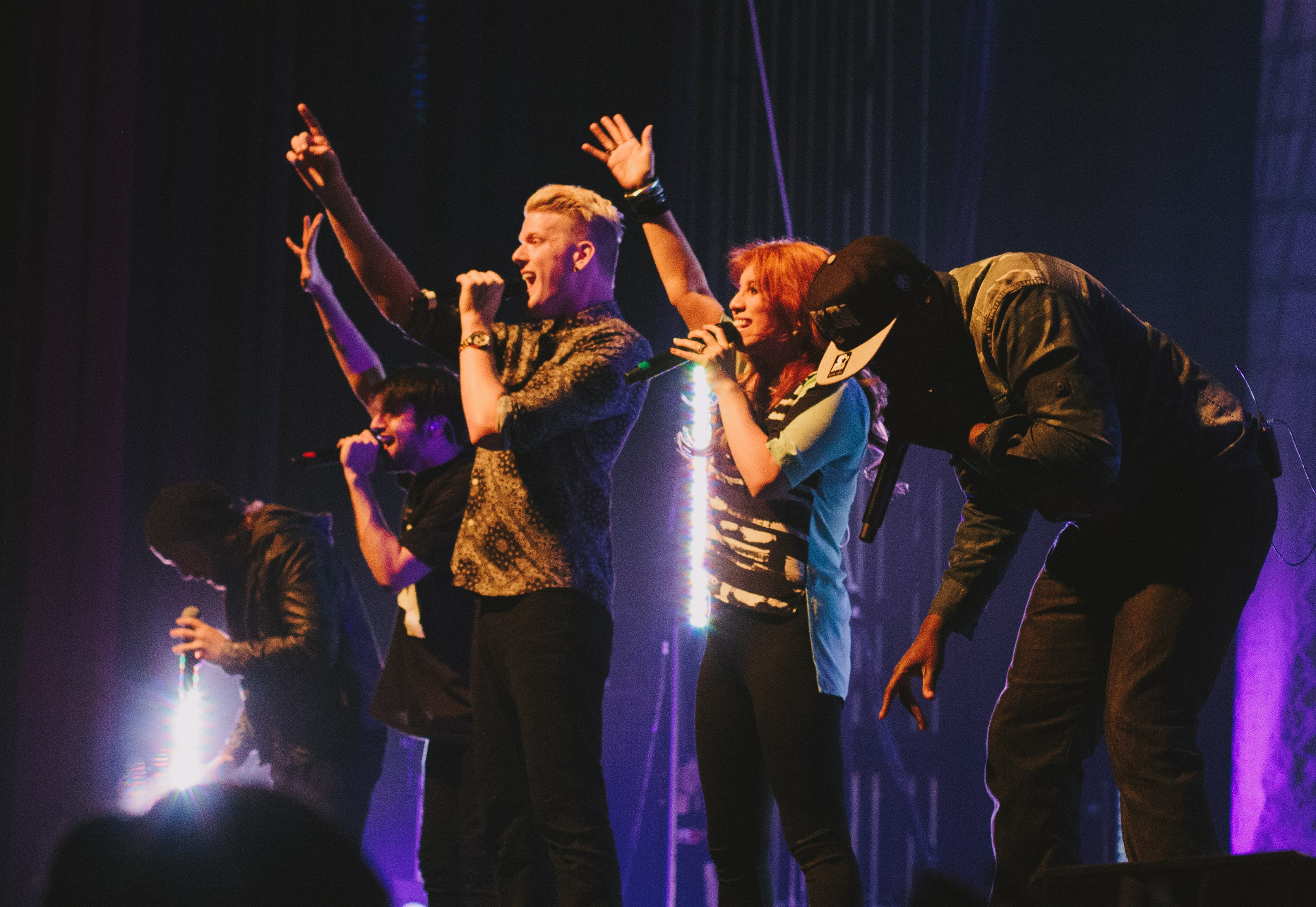
Pentatonix на своём концерте в Сент-Луисе, штат Миссури (США) в 2013 году

24 января 2013 года группа отправилась во 2-й национальный тур, который продолжался до 11 мая, одновременно писала оригинальный материал для своего 2-го альбома, PTX, Vol. II. Они выпустили первый сингл нового альбома, кавер-версию песни Маклмора и Райана Льюиса «Can’t Hold Us», 20 августа 2013 года, и видео с тех пор набрало 58 миллионов просмотров. В ноябре 2013 года, в Шоу Эллен ДеДженерес, группа анонсировала выпуск PTX, Vol. II, после хорошего отклика на видео The Evolution of Beyoncé на YouTube. На той же неделе, группа была показана на передаче «Вокруг света с Дианой Сойер» и они были названы «Лицами недели».
Альбом был выпущен 5 ноября 2013 года вместе с видео «Daft Punk», вторым синглом из нового альбома. Видео набрало более 10 миллионов просмотров за первую неделю, а в ноябре 2014 года их количество перевалило за 100 миллионов. Позже сингл был номинирован на 57-ю премию Грэмми в номинации «Лучшая инструментальная аранжировка или аранжировка а капелла». PTX, Vol. II вошёл под № 10 в Billboard 200, и первым в независимых чартах, в первую неделю было продано 31 тысяча копий альбома. 18 ноября 2013 года Pentatonix переиздали альбом «PTXmas Deluxe Edition», включив в него 2 дополнительных трека: «Little Drummer Boy» и «Go Tell It On The Mountain». Видеоклип песни «Little Drummer Boy» был выпущен на YouTube в конце ноября. Видео набрало более 10 миллионов (на данный момент 77 миллионов) просмотров, а песня попала в 10 самых покупаемых песен на iTunes и, на 13 месте, в чарт Billboard Hot 100 на неделе от 21 декабря 2013 года.
В мае 2014 года Pentatonix стали выпускаться под «флагманским» лейблом RCA Records, принадлежащим Sony. Под ним группа в Японии выпустила свой первый альбом «PTX, Vols. 1 & 2», содержащий все песни из двух одноимённых мини-альбомов, а также 4 дополнительные песни, ранее выпускавшихся в качестве синглов. В Австралии альбом вышел 14 августа.

### PTX Vol. III иThat’s Christmas to Me(с 2014 года по начало 2015)

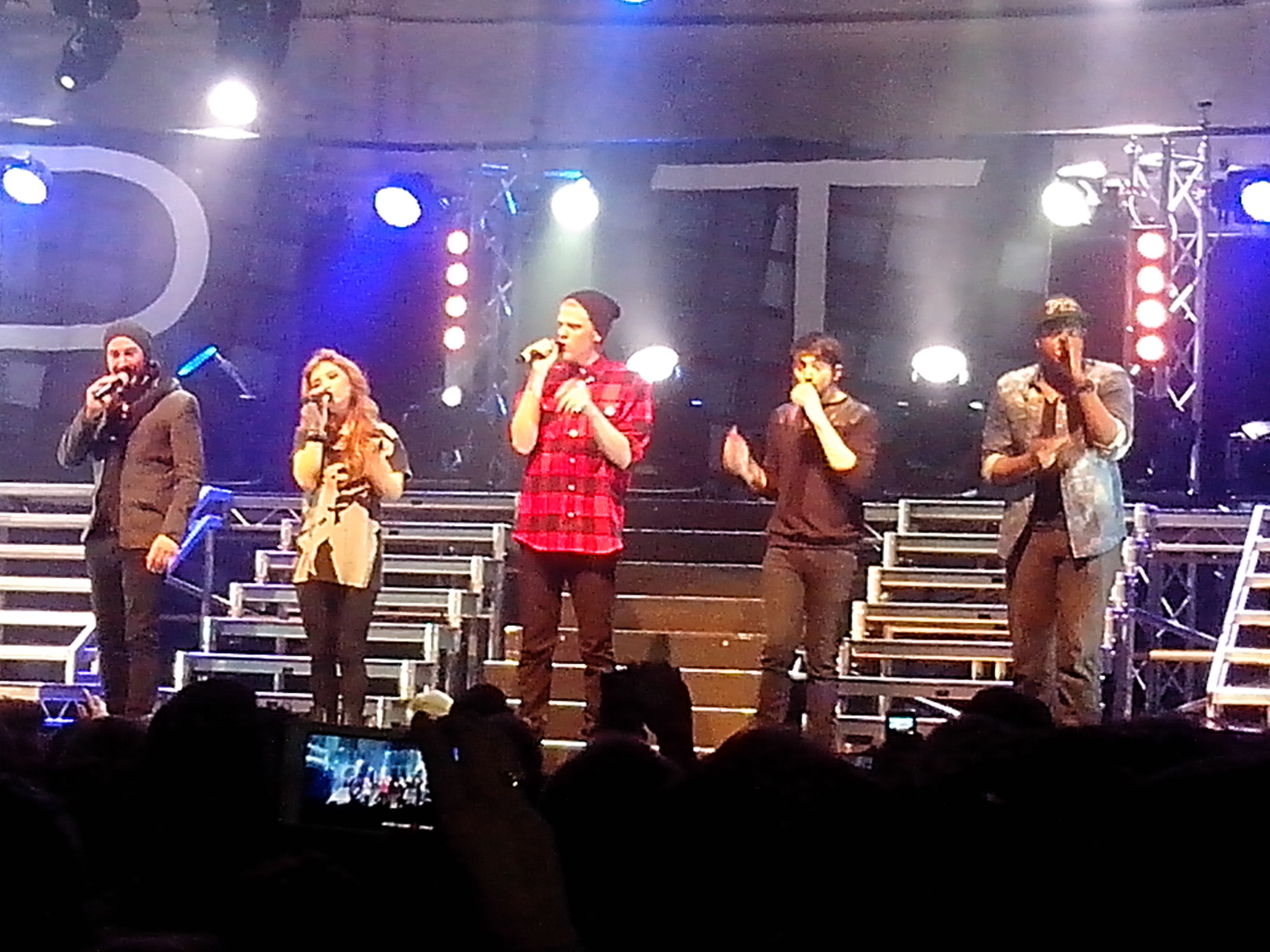
Pentatonix в 2014 году

7 августа 2014 года Pentatonix заявили, что их новый альбом «PTX, Vol. III» выйдет 23 сентября. Мини-альбом был доступен для предварительного заказа на iTunes с 11 августа, и включал в себя загрузку 2-х новых треков из EP: «Problem» и «La La Latch». «PTX, Vol. III» дебютировал под № 5 на Billboard 200. В России сингл «Problem» добрался до 219 строчки российского музыкального чарта с общим количеством ротаций на радио до 1000. Сам альбом побывал на 5 строчке российского iTunes. Кроме того, музыкальные видео к песням из альбома активно ротировались на Europa Plus TV и A-One. Клип «La La Latch» вошёл в топ «50 лучших клипов 2014 года по версии A-One».
Тогда же они анонсировали выпуск своего второго полноформатного рождественского альбома «That’s Christmas to Me» — по названию песни, которую группа написала сама. Альбом вышел 21 октября 2014, года попал на вторую строчку Billboard 200 и на номер 4 в чарте «Billboard Canadian Albums». А сингл «Mary, Did You Know?» занял 26 место в Billboard Hot 100, 7-е место в чарте Billboard's Adult Contemporary, и под номером 44 на Billboard Canadian Hot 100. Другой сингл, «That’s Christmas To Me», добрался до 8 строчки в Billboard Adult Contemporary.
В России рождественский альбом достиг своего пика на 29 строке в альбомном чарте iTunes.
Во время праздников 7 песен из «That’s Christmas To Me» попали в чарт Billboard Holiday Albums and Holiday Songs. 10 декабря Recording Industry Association of America признали альбом золотым, а 24 декабря — платиновым. В конце года, 31 декабря, согласно Billboard, он стал 4-м наиболее продаваемым альбомом 2014 года среди любого артиста и любого жанра. В феврале 2016 альбом получил вторую Платиновую сертификацию в США.

### «On My Way Home» и «Piece by Piece Tour» (начало 2015 — август 2015)
В феврале стартовал тур. 9 апреля Pentatonix дала концерт в Португалии, начав европейскую часть тура «On My Way Home», закончившаяся 6 мая в Глазго, Шотландия. С 28 мая (Сеул, Южная Корея) по 16 июня (Осака, Япония) группа выступала в Азии в рамках тура «On My Way Home». Большая часть тура была представлена в PTXVlogs, а североамериканская часть «On My Way Home» была задокументирована и включена в одноимённый фильм.
18 июня Pentatonix выпустила документальный фильм «On My Way Home», который активно продвигался в социальный сетях с хэштэгом #OnMyWayHomeProject .
Группа приняла участие в съёмках фильма «Идеальный Голос 2», в котором они сыграли музыкальную группу из Канады. К фильму была записана композиция «Any Way You Want It» при участии Filharmonic, The Cantasticos, The Singboks и Penn Masala.
В начале июня Pentatonix записала саундтрек «Stars» к бродвейскому мюзиклу «Finding Neverland», над саундтреками к которому также работали Kiesza, Кристина Агилера, Рита Ора, Ник Джонас, Зендея, Джон Ледженд и другие.
Летом Pentatonix выступила в городах Северной Америки в рамках тура Келли Кларксон «Piece by Piece Tour».

### «PENTATONIX» (2015—2017)

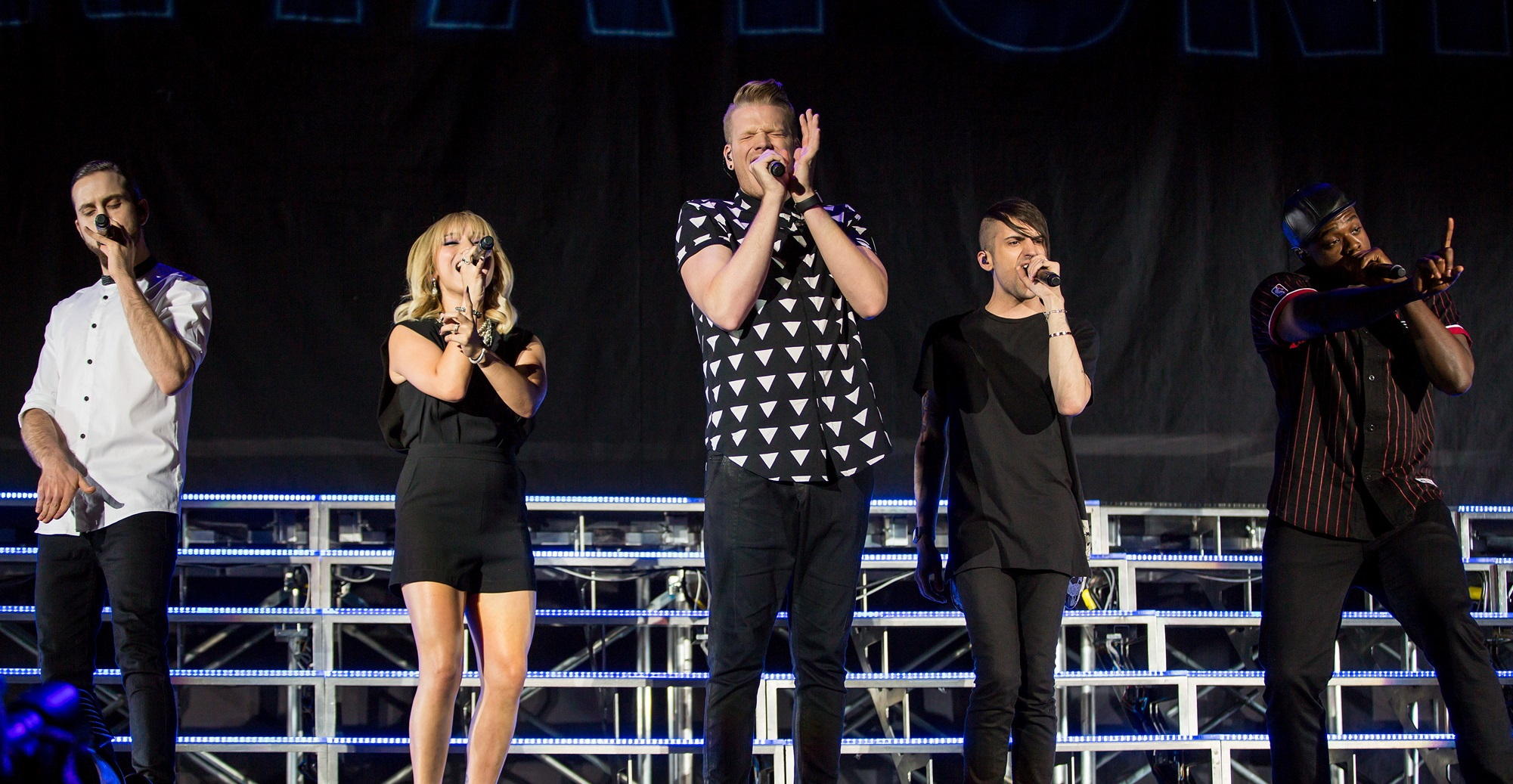
Pentatonix в 2015 году, Техас

В декабре 2014 Скотт Хоинг на YouTube заявил, что в 2015 году группа выпустит только собственные песни. На концертах тура «Piece by Piece Tour» Pentatonix исполнила две композиции из нового альбома: «Cheerleader» и «Can’t Sleep Love», а в августе группа выпустила кавер на песню «Cheerleader». Эта композиция вошла в Deluxe-версию нового альбома.
28 августа 2015 года Pentatonix объявила о выходе нового «третьего полного и первого оригинального» альбома под названием «Pentatonix», дата выхода которого была намечена на 16 октября 2015 года.
4 сентября 2015 года группа анонсировала лид-сингл «Can’t Sleep Love» из альбома и музыкальное видео к нему. Через неделю в iTunes появляется дополненная версия «Can’t Sleep Love», доступная только в Deluxe-альбоме, с приглашённой Tink, а на YouTube соответственное музыкальное видео. 9 октября 2015 года появился их кавер на песню Jack Ü и Джастина Бибера «Where Are Ü Now». Альбом вышел на день раньше в качестве неожиданного подарка для поклонников.
16 октября 2015 года альбом Pentatonix занял в iTunes 4 место, а затем 1-е место в US Billboard 200. 8 февраля 2016 года альбом получил Золотую сертификацию в США. Альбом попал в топ-50 российского альбомного чарта iTunes.
14 апреля 2016 года группа анонсировала видео на кавер «If I Ever Fall In Love» совместно с Джейсоном Деруло. В августе вышло видео на песню «Perfume Medley».
21 октября 2016 года вышел второй студийный альбом Pentatonix Christmas, включающий две оригинальные песни «Good to Be Bad» и «The Christmas Sing-Along». Альбом занял 3-е место в Billboard 200 с продажей за первую неделю 52 тысячи экземпляров альбома, а чуть позже поднялся на первое место. Альбом с праздничной композицией «That’s Christmas to Me» также занял лидирующую позиции в рейтинге Billboard.
7 апреля 2017 года вышел пятый альбом «PTX, Vol. IV — Classics». Он ознаменовал собой отход от типичного звучания группы, сосредоточив внимание на роке, блюзе, кантри и старой поп-музыке.

### Новый участник,Top Pop, Vol. IиChristmas Is Here!(2017 — настоящее время)

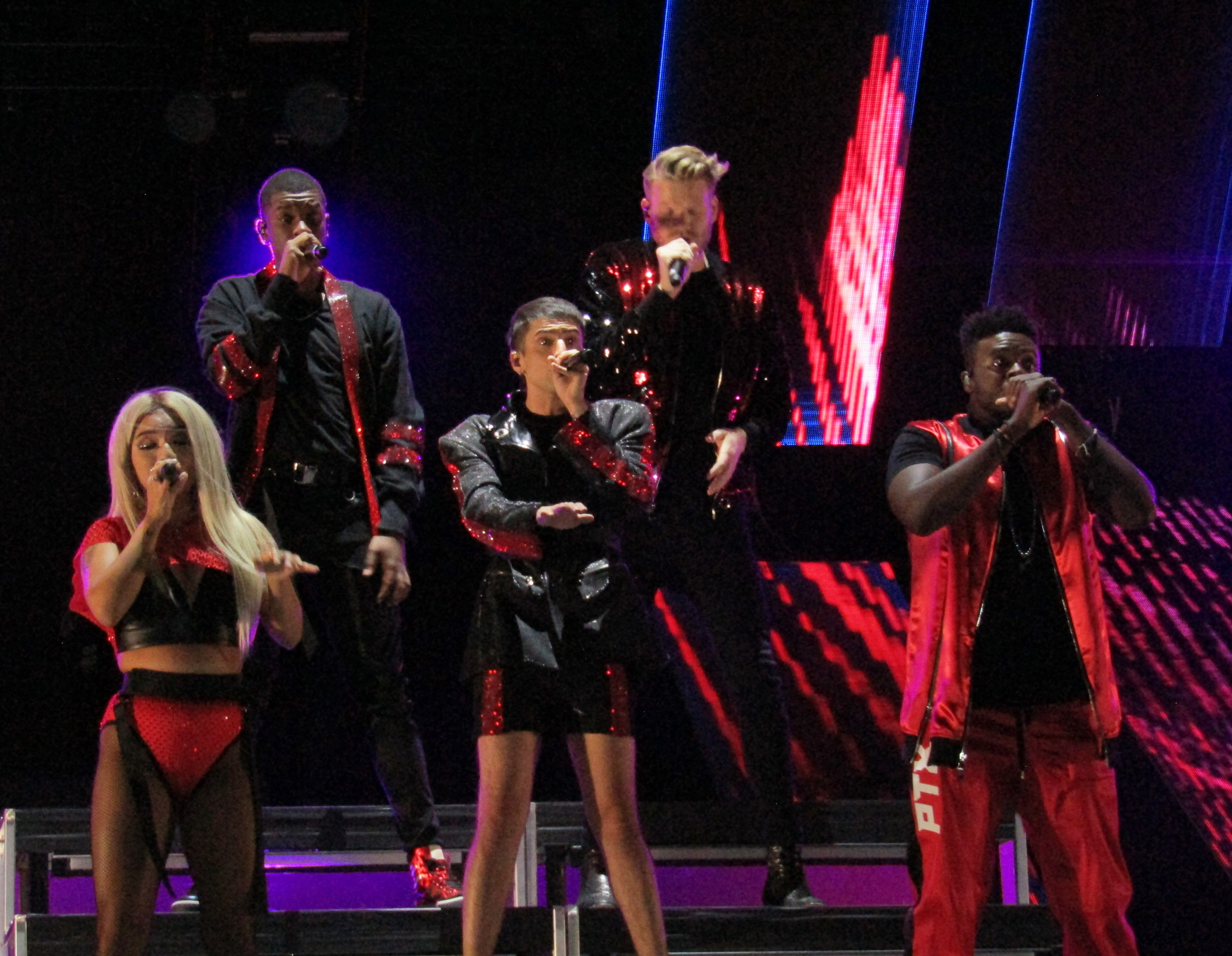
Pentatonix в 2018 году с новым участником Мэттом Салли

11-12 мая 2017 года участник группы Ави Каплан сообщил о своём решении покинуть Pentatonix, мотивировав это слишком быстрыми темпами развития их группы и невозможностью часто быть с друзьями и родственниками. Заявить об этом решении он решил в видеообращении с остальными участниками группы.
31 июля группа выпустила кавер на песню Робин «Dancing on My Own», записанный без участия Каплана (хотя он оставался участником группы во время тура). Вместо басовой партии Олушола сыграл на виолончели. Каплан окончательно покинул группу после их совместного концерта 3 сентября 2017 года в Эссекс Джанкшен.
13 октября Хоуинг представил нового участника группы — Мэтта Салли. Первым исполнением совместно с Салли стала песня «Deck The Halls», вышедшая 27 ноября 2017 года. 27 февраля 2018 года через соцсети группа сообщила о выходе 13 апреля 2018 года в преддверии летнего тура своего очередного альбома под названием «PTX Presents: Top Pop, Vol. I». Альбому предшествовали три сингла: кавер на «Havana», попурри «New Rules x Are You That Somebody?» на песни «New Rules» Дуа Липы и «Are You That Somebody?» Алии (видео вышло 9 марта), кавер на песню Чарли Пута «Attention» (видео появилось 23 марта).
20 сентября 2018 года группа анонсировала выход своего третьего студийного альбома «Christmas Is Here!», вышедший 26 октября того же года в преддверии концертного тура «The Christmas Is Here! Tour». Первый сингл из альбома в виде кавера на песню «Making Christmas» из мультфильма «Кошмар перед Рождеством» вышел 28 сентября 2018 года.

## Состав

### Кирстин Тейлор Мальдонадо
Меццо-сопрано, лид- и бэк-вокал

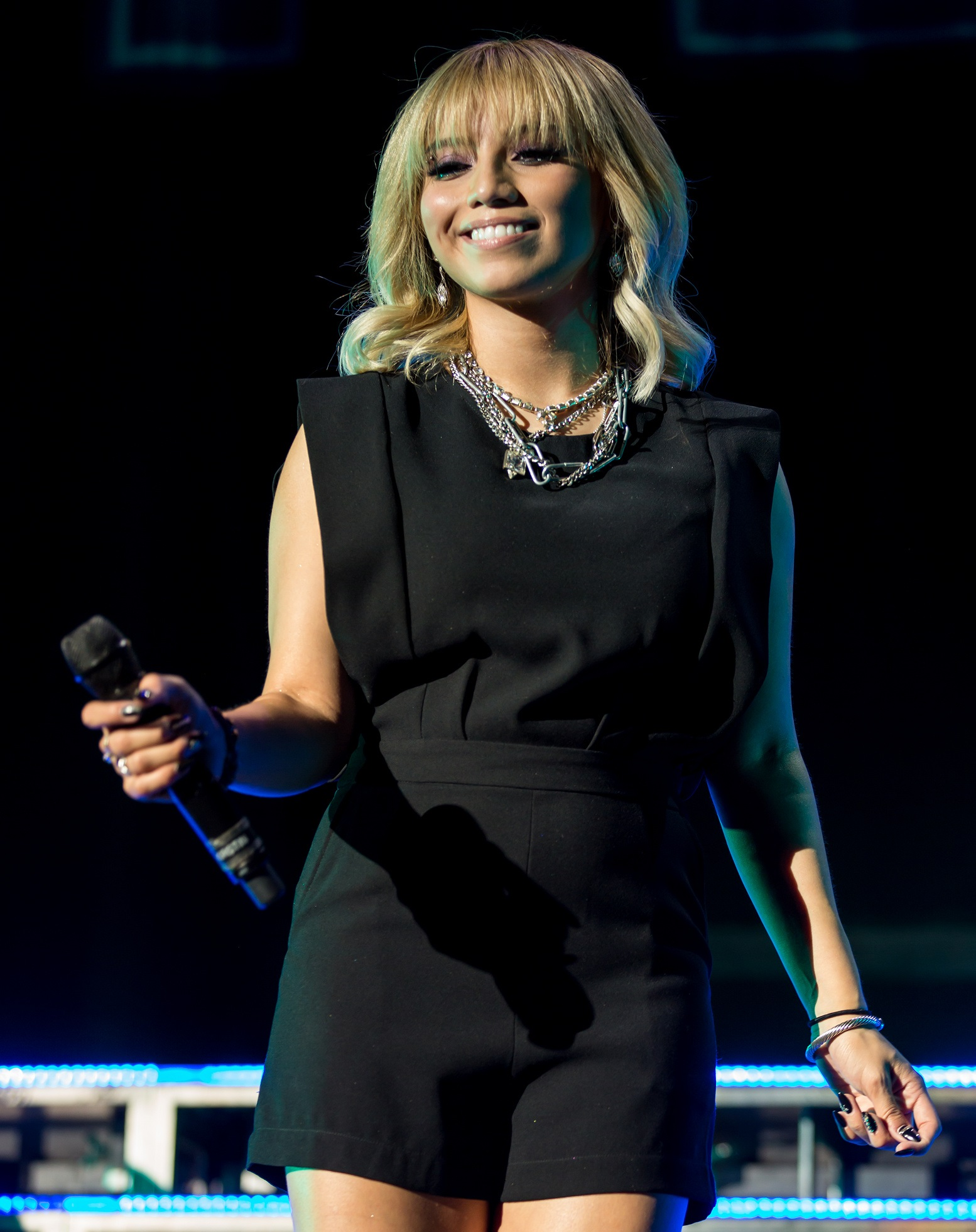
Кирстин Мальдонадо (2015)

Родилась в Форт-Уэрте штата Техас 16 мая 1992 года. Мать имеет итало-испанские корни, отец — мексиканец. Выросла в Арлингтоне. В 5 лет захотела стать певицей, и после исполнения на свадьбе матери песни в 8 лет начала брать уроки пения. В школе подружилась с Грасси и Хоуингом, с кем позже решила создать музыкальную а-капелла группу. Она оставила обучение в Университете Оклахомы ради музыкальной карьеры в Pentatonix.
Снялась в 16 эпизоде 11 сезона сериала «Кости», где исполнила роль Лиз Дерван.
19 мая 2017 года Мальдонадо официально выпустила свой первый сингл и видео «Break a Little». Её дебютный альбом «L O V E» появился 14 июля 2017 года. С февраля по май 2018 года она выступала в Бродвейском мюзикле «Kinky Boots» с Джейком Ширзом и Вэйном Брэди.
Может петь в свистковом регистре.

### Митчелл Коби Майкл Грасси
Тенор-альтино, лид- и бэк-вокал

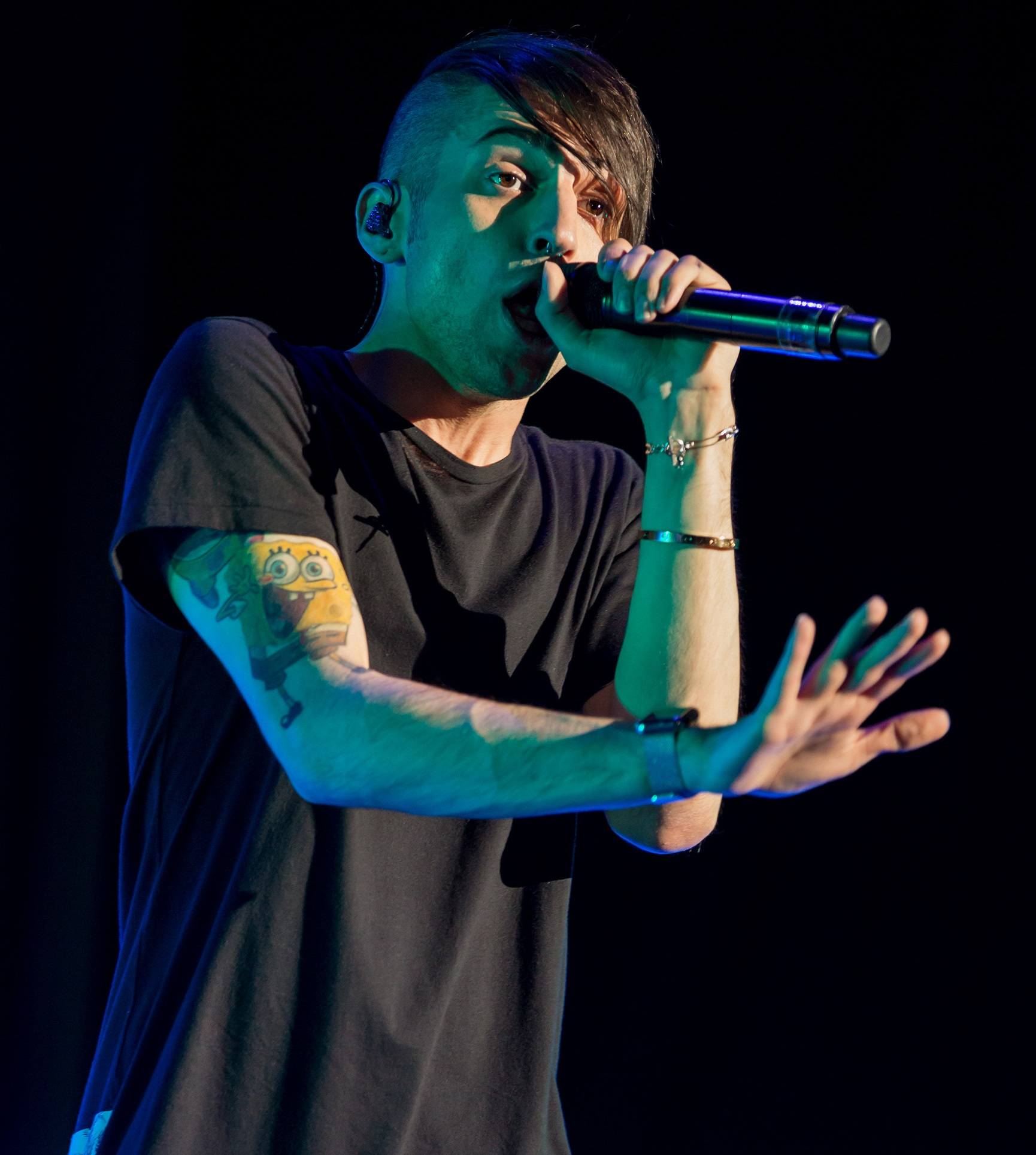
Митч Грасси (2015)

Родился в Арлингтоне штата Техас, США 24 июля 1992 года. Имеет итальянские корни. Вместе со школьными друзьями Скоттом Хоуингом и Кирстин Мальдонадо исполнял акапелла-каверы и поддержал идею участвовать в шоу «The Sing-Off» с битбоксером Кевином Олушола и басом Ави Капланом.
Снялся в 14 серии 3 сезона сериала «Glee», где исполнил эпизодическую роль участника хора «The Golden Goblets». Также исполнил роль Джулиана Клейна в 16 эпизоде 11 сезона сериала «Кости». С 2013 года совместно с Скоттом Хоуингом ведёт канал «Superfruit» на YouTube.
Является открытым геем. Может петь в свистковом регистре.

### Кевин «K.O» Олушола

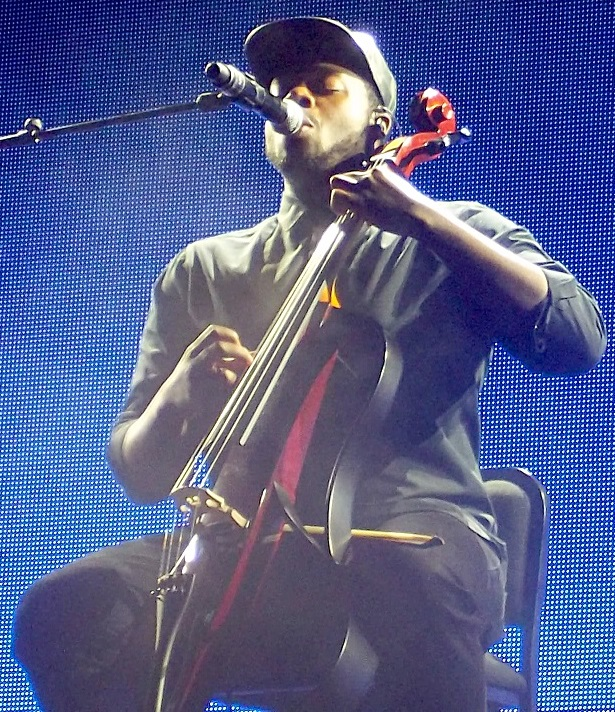
Кевин Олушола (2015)

Битбокс, тенор, вокальная перкуссия, бэк-вокал, виолончель.
Родился 5 октября 1988 года в Оуэнсборо, штат Кентукки, США в семье психиатра нигерийского происхождения Олуволе Олушола и его жены, медсестры из Гренады Карлин Пол. Помимо Кевина, в семье есть ещё 5 детей: брат и 4 сестры. Проявив с младенчества музыкальные способности, Кевин начал учиться игре на фортепиано в 4 года, на виолончели — в 6, на саксофоне — в 10. Позже освоил битбокс, выкладывал в YouTube свои импровизации, появлялся в передаче на китайском телевидении и на Всемирной выставке в Шанхае (2010).
Кевин поступил в Йельский университет, но по программе поддержки образования студентов провёл 6 месяцев в Пекине и в 2009—2010 годах взял академический отпуск, чтобы учить китайский язык в Inter-University Program for Chinese Language Study в Пекине. В 2011 году он выпустился из Йеля. В том же году Скотт Хоуинг, Кирстин Мальдонадо и Митч Грасси нашли видео Кевина, где он «селлобоксил» (англ. celloboxing, то есть играл на виолончели и битбоксил одновременно) и пригласили принять с ними участие в 3-м сезоне шоу «The Sing-Off». Все участники группы встретились за день до прослушивания, и в итоге стали победителями.

### Скотт Ричард Хоуинг
Баритон, вокал, бэк-вокал

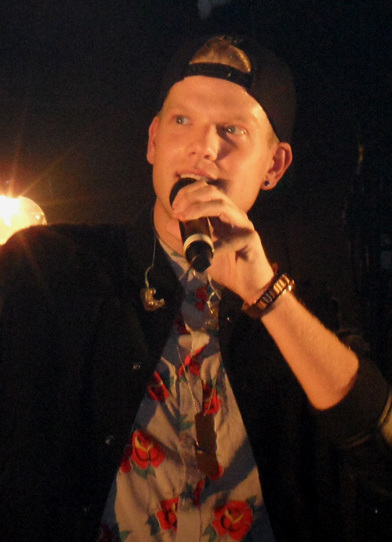
Скотт Хоуинг (2013)

Родился 17 сентября 1991 года в Арлингтоне штата Техас, США. Окончил Martin High School в 2010 году. Начал выступать с 8 лет, выиграл школьный конкурс талантов «Martin Idol» в 2007 году, стал призёром конкурса Star Search CBC. Получил бакалаврскую степень в области поп-музыки в Университете Южной Калифорнии. В Университете пел в акапелла-хоре «SoCaL VoCaLs».
По совету друга Скотт решил найти битбоксера и бас, чтобы дополнить имеющееся трио с его друзьями (Кирстин и Митчем) и организовать акапелла-группу для участия в шоу «The Sing-Off». Играет на фортепиано, способен петь басовые партии и битбоксить. Является большим поклонником Бейонсе.
Снялся в 16 эпизоде 11 сезона сериала «Кости», где исполнил роль Теда Гиббса. С 2013 года совместно с Грасси ведёт канал «Superfruit» на YouTube.

### Мэтью (Мэтт) Салли
Бас, скэт, бэк-вокал, бас-вокал
Родился 1 декабря 1993 года в Далласе (Техас) в семье музыкального пастора. С детства занимается музыкой, был участником акапелла-группы «Pitch Slapped». Обучался на музыкальном отделении колледжа Беркли. Заменил басовую партию Ави Каплана в Pentatonix.

### Бывшие участники

#### Авриель (Ави) Бенджамин Каплан

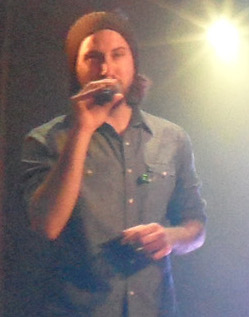
Авриель Каплан (2013)

Бас, скэт, бэк-вокал, бас-вокал, вокальная перкуссия
Покинул состав группы 12 мая 2017 года. Занимался сольным проектом Avriel&theSequoias, сейчас же ушёл в «свободное плавание».
Родился 17 апреля 1989 года в Визалии (Калифорния). У него есть старшие брат и сестра Эстер, которая с января 2017 года является тур-менеджером группы. За своё еврейское происхождение в детстве подвергался насмешкам. Авриэль любит фолк и находит вдохновение в Национальном парке Секвойя. Своими первыми музыкальными предпочтениями называет Simon & Garfunkel, Джона Денвера, Crosby, Stills, Nash & Young и Билла Уизерса. Поздние предпочтения — Iron & Wine, Bon Iver, Ben Harper, Хосе Гонсалес.
В 2007 году Ави окончил школу Маунт-Уитни (англ. Mt. Whitney High School) и переехал в Уолнат, также расположенный в штате Калифорния, чтобы продолжать учёбу в колледже Маунт-Сан-Антонио (англ. Mt. San Antonio College), известным своей сильной хоровой подготовкой.
До участия в Pentatonix он уже пел а капелла, джаз и оперу. В 2011 году Скотт Хоуинг пригласил Ави в группу, отправив электронное письмо. Все участники группы встретились за день до прослушивания для участия в 3-м сезоне шоу «The Sing-Off», победителями которого в итоге стали. Авриель поёт басом и владеет обертонным пением.